# Пояна-Груїй
Пояна-Груїй (рум. Poiana Gruii) — село у повіті Мехедінць в Румунії. Входить до складу комуни Груя.
Село розташоване на відстані 261 км на захід від Бухареста, 41 км на південь від Дробета-Турну-Северина, 79 км на захід від Крайови.

## Населення
За даними перепису населення 2002 року у селі проживали 234 особи, усі — румуни. Усі жителі села рідною мовою назвали румунську.